# 구리 나들목
구리 나들목(Guri IC)은 경기도 구리시 인창동에 설치된 수도권제1순환고속도로의 10번 교차로다. 북부간선도로와 입체 교차로를 이루고 있어 남양주시, 양평군, 구리시, 서울특별시 중랑구 등의 진출이 편리한 것이 특징이며, 북부간선도로를 통해 내부순환로로 진입하여 종로구나 서대문구 등지로도 이동이 가능하다.

## 연혁
북부간선도로와 입체 교차하는 구조로 설계 및 건설되었으나 개통 직후인 1992년에는 북부간선도로가 아직 개통하지 않은 상태여서 입체 교차로의 서편에서 국도 제43호선과 T자형으로 평면교차하는 방식으로 교통량을 처리하였다.
- 1987년 12월 31일 : 나들목 신설을 위해 구리 도시계획시설 교통광장에 구리시 인창동 일원을 구리 나들목으로 고시[1]
- 1992년 12월 10일 : 서울외곽순환고속도로 남양주 ~ 구리 구간 개통과 함께 영업 개시[2]
- 1994년 2월 4일 : 구리 나들목 ~ 퇴계원 나들목 구간 개통

## 구조물 정보
직결램프가 포함된 클로버형 입체 교차로이며 수도권제1순환고속도로 의정부 방향에서 국도 제43호선 구리 방향으로 이어지는 램프가 직결형이다.
- 위치: 경기도 구리시 인창동

## 접속하는 도로
- 동구릉로 (국도 제43호선, 국도 제46호선)
- 북부간선도로